# Millbourne
Millbourne [ˈmɪlbɚn] ist eine Gemeinde im Delaware County im US-Bundesstaat Pennsylvania. Das U.S. Census Bureau hat bei der Volkszählung 2020 eine Einwohnerzahl von 1.212 ermittelt.
Millbourne liegt etwa 9 km westlich des Stadtzentrums von Philadelphia und direkt hinter der Stadtgrenze, die an dieser Stelle vom Flüsschen Cobbs Creek gebildet wird. Das Gemeindegebiet grenzt an nur zwei Gebietskörperschaften: Im Norden und Osten jenseits des Creek liegt Philadelphia, die Grenze zur zweiten Nachbargemeinde, Upper Darby, bilden die Market Street im Süden und die Chatham Road im Westen.
Neben der Market Street, auf der die Pennsylvania State Route 3 verläuft, ist die Market–Frankford Line die zweite dominante Verkehrsinfrastruktur. Die Hochbahn beginnt am 69th Street Terminal an der Market Street unmittelbar westlich der Grenze zu Upper Darby, führt dann in einem Bogen nördlich um die Siedlung herum und schwenkt unmittelbar vor der Straßenbrücke über den Cobbs Creek wieder zurück auf die Market Street.
Die Bebauung besteht aus etwa einem Dutzend Häuserblocks mit Reihen- und Einzelhäusern, die zwischen der Market Street und der Market–Frankford Line eingezwängt sind; an der Market Street gibt es Richtung Upper Darby hin einige Gewerbebauten. Der Rest des Gemeindegebiets bildet eine ausgedehnte Böschung hinunter zum Cobbs Creek. Aufgrund der nicht abgesetzten Bebauung wirkt der Borough recht unscheinbar und wird oft fälschlicherweise Upper Darby zugeordnet.
Die Market–Frankford Line bedient mit der Station Millbourne einen Zwischenhalt auf dem Gemeindegebiet. Damit dürfte Millbourne eine der kleinsten Gemeinden der Welt mit eigener U-Bahn-Station sein.